# Papilio (geslacht)
Papilio is een geslacht van vlinders uit de familie van de pages (Papilionidae). Dit geslacht komt voor op alle continenten, met uitzondering van Antarctica. In Nederland en België komt uit dit geslacht alleen de koninginnenpage voor, in Europa verder nog de zuidelijke koninginnenpage en de Corsicaanse koninginnenpage. De grootste soort van dit geslacht, Papilio homerus, heeft een spanwijdte tot 15 centimeter en is daarmee een van de grootste vlinders ter wereld.
Over het grammaticaal geslacht van Papilio bestaat geen duidelijkheid. Linnaeus heeft geen enkele naam in het geslacht geplaatst waarvan het epitheton een bijvoeglijk naamwoord was waaruit afgeleid kon worden of het woordgeslacht mannelijk, vrouwelijk of onzijdig was. Cramer vatte het op als een vrouwelijke naam, Fabricius als een mannelijke. Met name Fabricius heeft nogal wat namen gepubliceerd die niet meer inhielden dan een geslachtsverandering van het epitheton. Een voorbeeld is Papilio marthesius voor Papilio marthesia van Cramer.

## Geschiedenis
In 1758 plaatste Linnaeus alle hem toen bekende vlinders in drie geslachten: Papilio, Sphinx en Phalaena, waarbij Papilio alle vlinders kreeg toebedeeld die ook wel dagvlinders worden genoemd en tegenwoordig in de superfamilie Papilionoidea, inclusief de dikkopjes (Hesperiidae), worden geplaatst. De meeste vroege auteurs volgden Linnaeus hierin, onder wie Dru Drury, Johann Christian Fabricius, Denis & Schiffermüller en Pieter Cramer. Het geslacht Papilio is daarmee lang een grote vergaarbak voor dagvlinders geweest, en veel soorten die nu zelfs in een andere familie dan de Papilionidae worden geplaatst, kregen eerst een naam in Papilio.
De eerste die in 1777 nieuwe geslachten in deze groep introduceerde was Scopoli: Ascia, Battus, Graphium en Pterourus. Rond het begin van de negentiende eeuw werd het geslacht snel verder opgesplitst.

## Soorten
ondergeslacht Papilio Linnaeus, 1758
- Papilio alexanor Esper, 1799 - Zuidelijke koninginnenpage
- Papilio brevicauda Saunders, 1869
- Papilio hospiton Guénée, 1839 - Corsicaanse koninginnenpage
- Papilio indra Reakirt, 1866
- Papilio machaon Linnaeus, 1758 - Koninginnenpage
- Papilio polyxenes Fabricius, 1775
- Papilio saharae Oberthür, 1879
- Papilio zelicaon Lucas, 1852

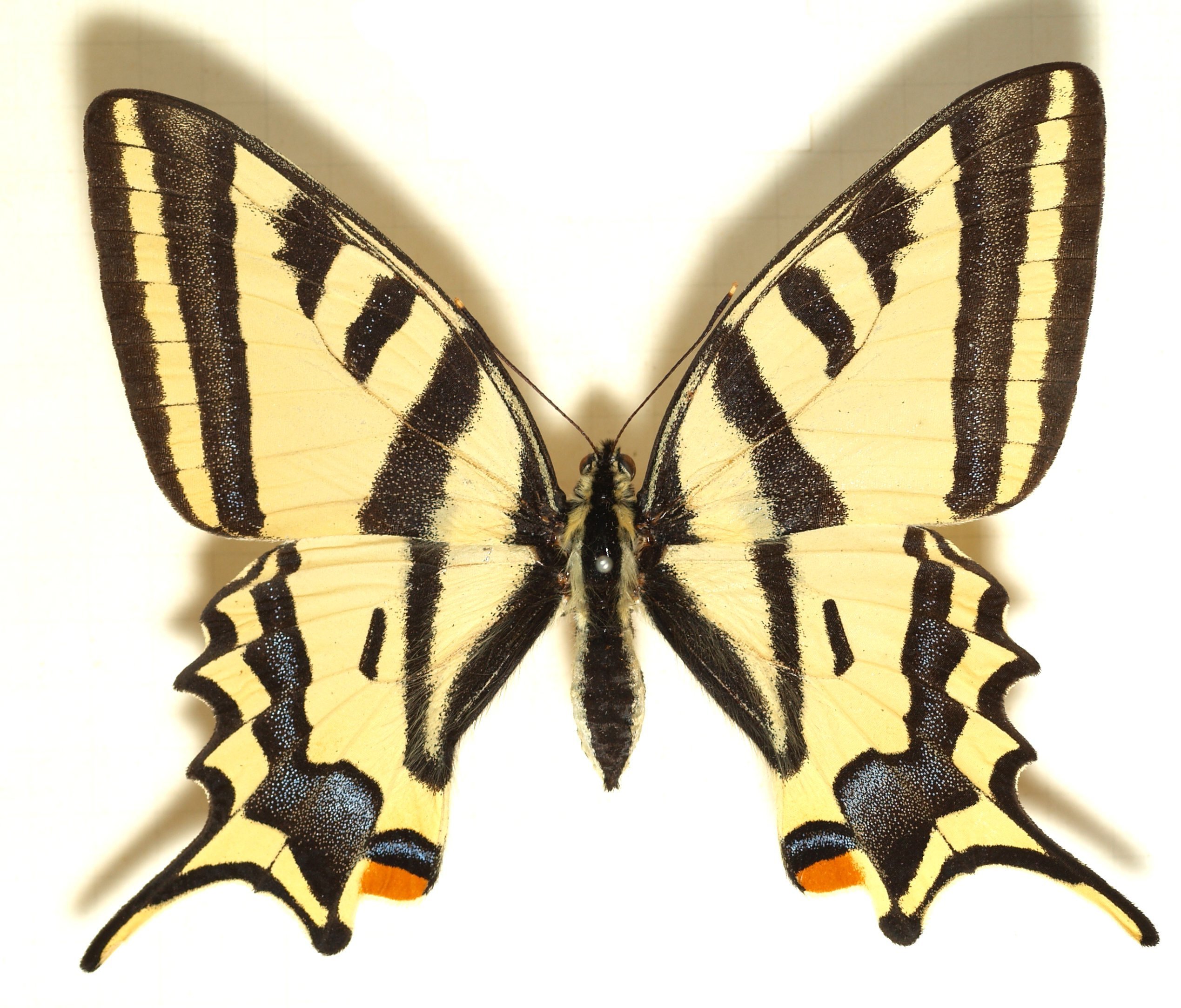
Papilio alexanor Zuidelijke koninginnenpage
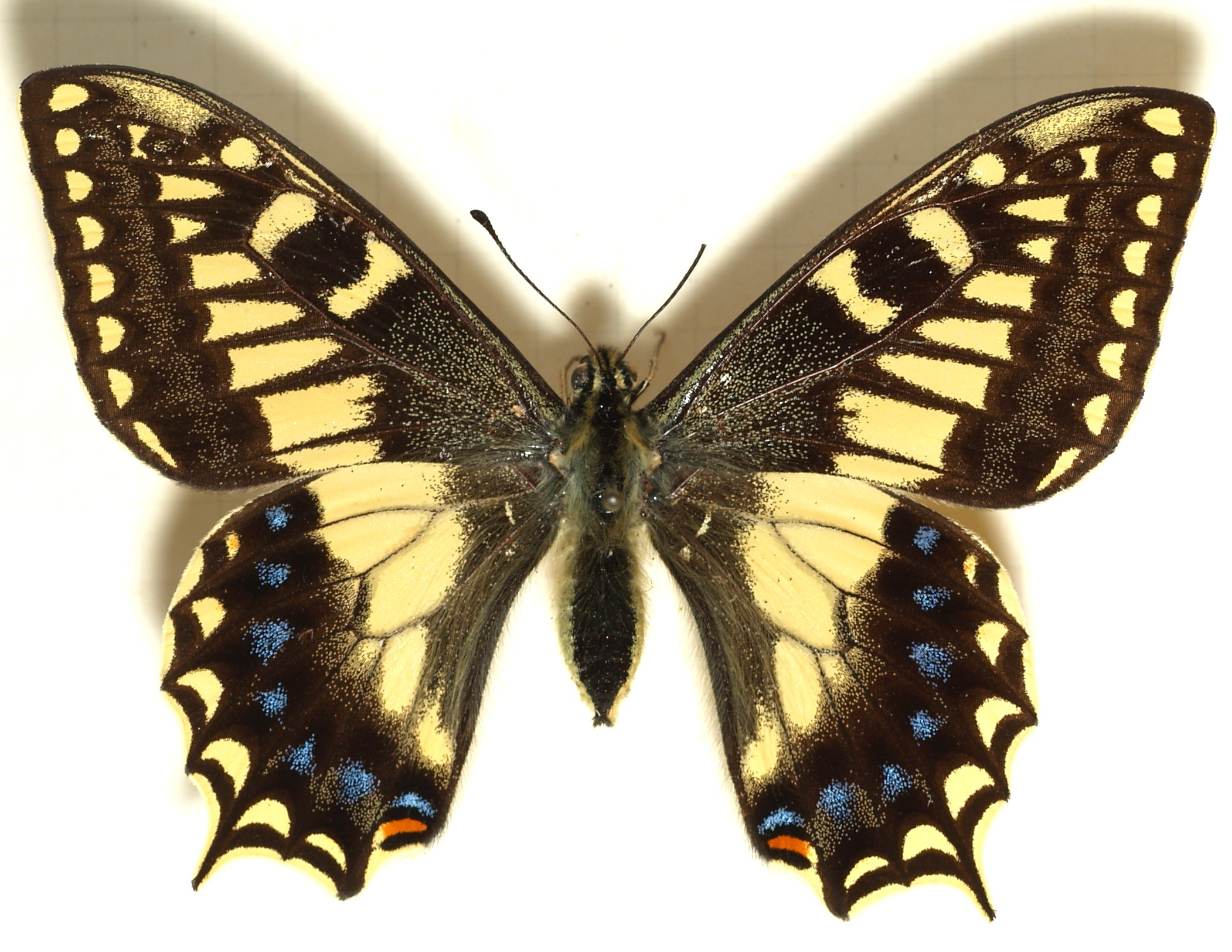
Papilio hospiton Corsicaanse koninginnenpage
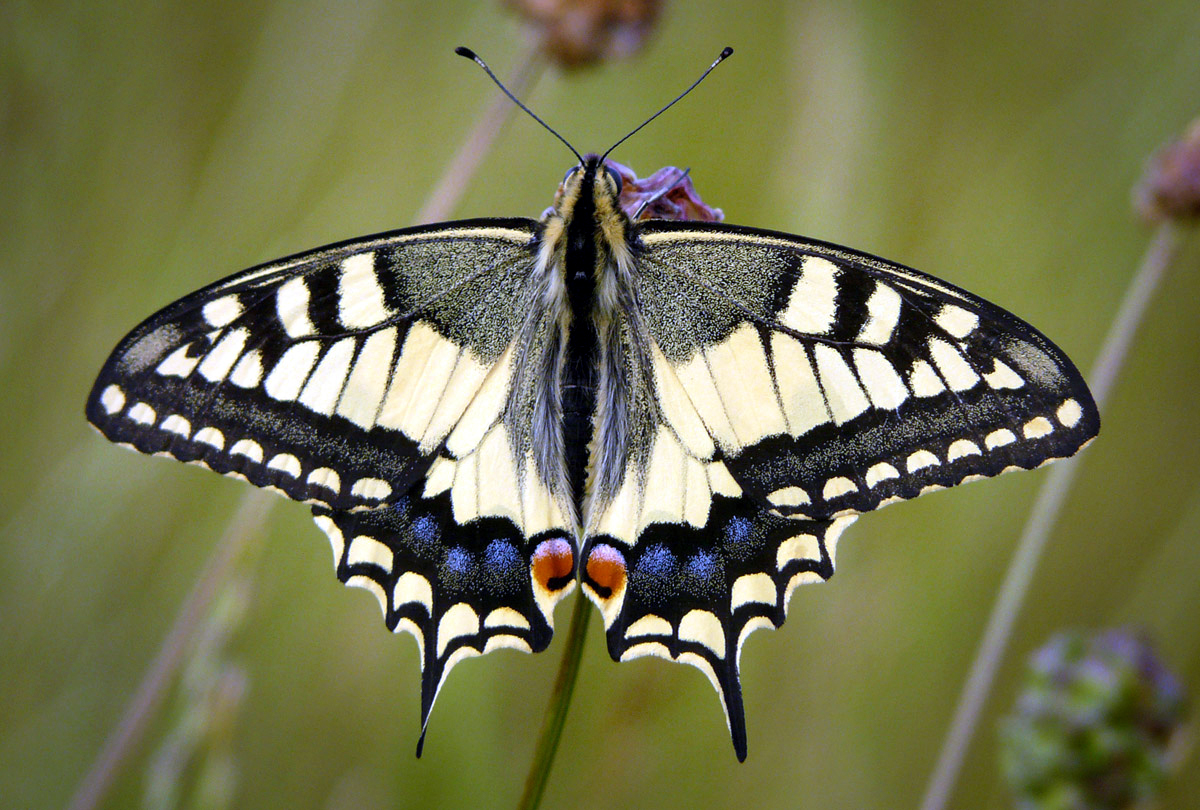
Papilio machaon Koninginnenpage
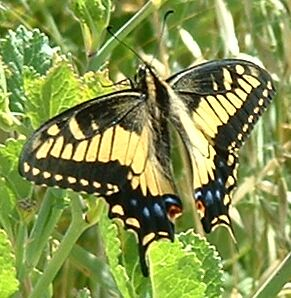
Papilio zelicaon

ondergeslacht Achillides Hübner, 1819
- Papilio arcturus Westwood, 1842
- Papilio bianor Cramer, 1777
- Papilio blumei Boisduval, 1836
- Papilio buddha Westwood, 1872
- Papilio chikae Igarashi, 1965
- Papilio crino Fabricius, 1792
- Papilio daedalus C. & R. Felder, 1861
- Papilio dialis Leech, 1893
- Papilio elephenor Doubleday, 1845
- Papilio hermeli Nuyda, 1992
- Papilio hoppo Matsumura, 1907
- Papilio karna C. & R. Felder, 1864
- Papilio krishna Moore, 1857
- Papilio lorquinianus C. & R. Felder, 1865
- Papilio maackii Ménétries, 1859
- Papilio montrouzieri Boisduval, 1859
- Papilio neumoegeni Honrath, 1890
- Papilio palinurus Fabricius, 1787
- Papilio paris Linnaeus, 1758
- Papilio peranthus Fabricius, 1787
- Papilio pericles Wallace, 1865
- Papilio syfanius Oberthür, 1886
- Papilio ulysses Linnaeus, 1758

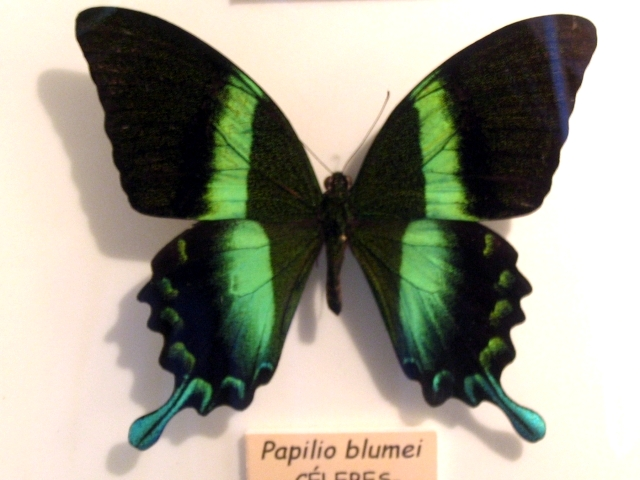
Papilio blumei
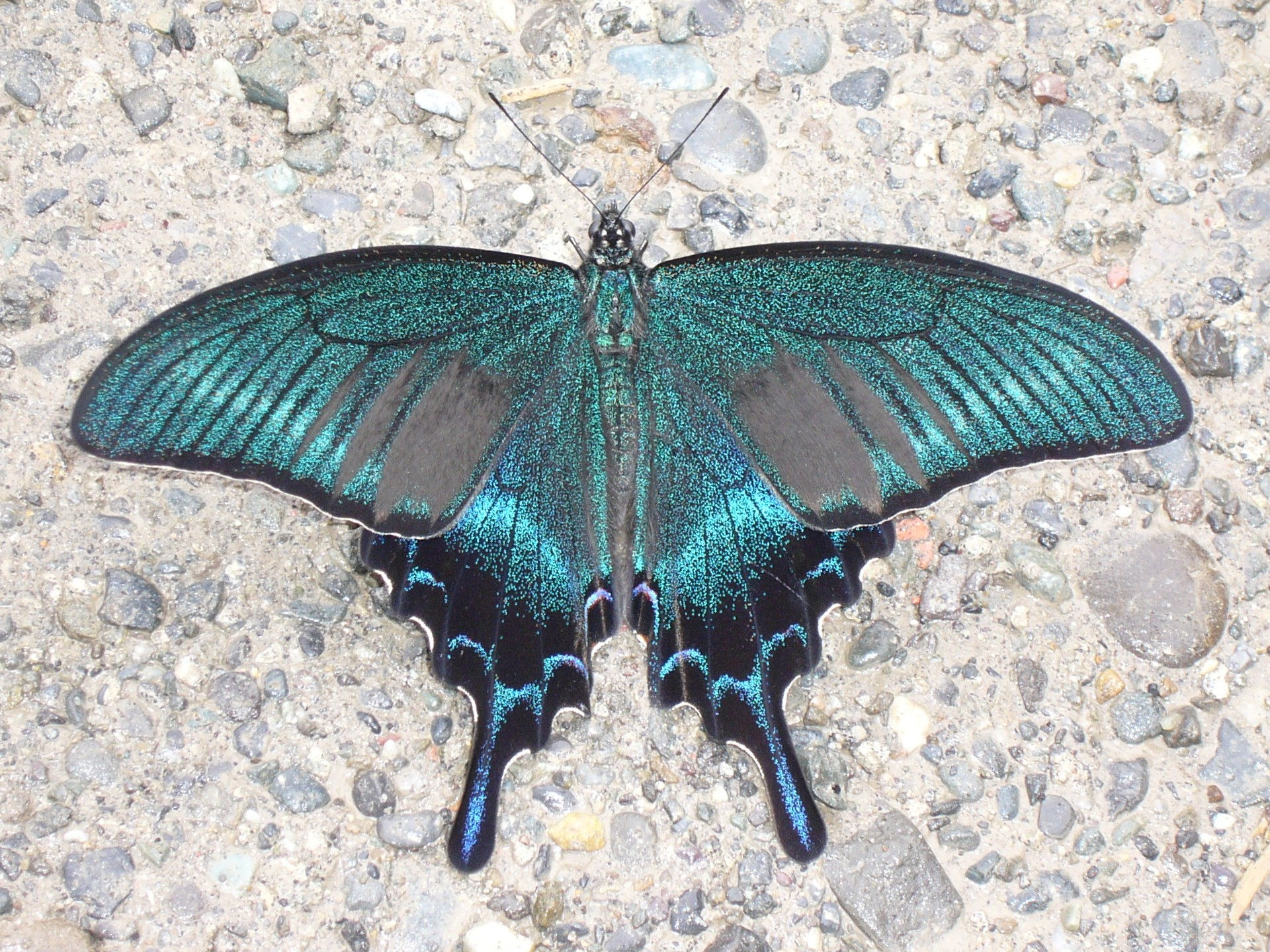
Papilio maackii

ondergeslacht Eleppone Hancock, 1979
- Papilio anactus MacLeay, 1826

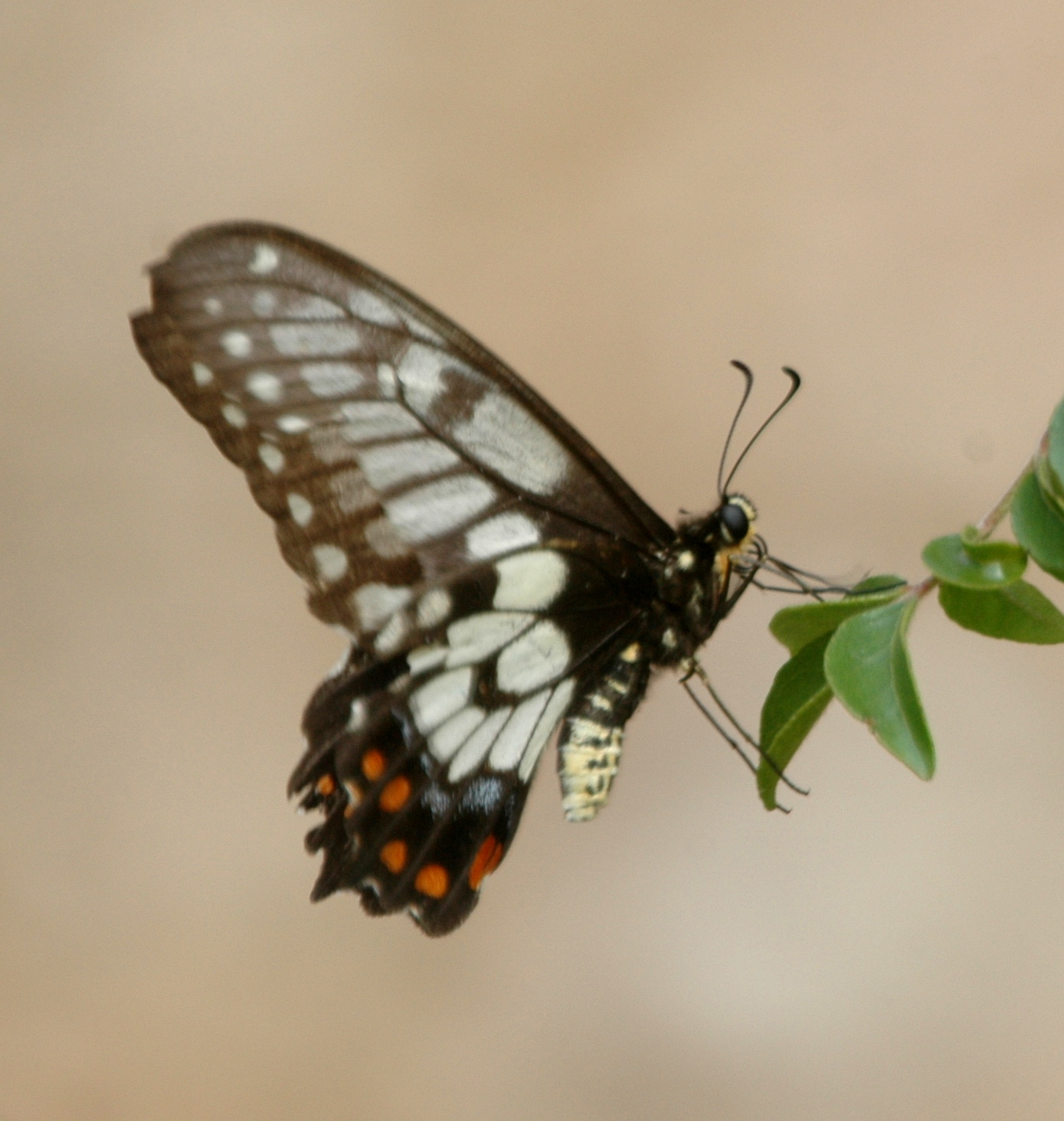
Papilio anactus

ondergeslacht Druryia Aurivillius, 1881
- Papilio andronicus Ward, 1871
- Papilio antimachus Drury, 1782
- Papilio arnoldiana Vane-Wright, 1995
- Papilio charopus Westwood, 1843
- Papilio chitondensis Bivar de Sousa & Fernandes, 1966
- Papilio chrapkowskii Süffert, 1904
- Papilio chrapkowskoides Storace, 1952
- Papilio cynorta Fabricius, 1793
- Papilio cyproeofila Butler, 1868
- Papilio desmondi Van Someren, 1939
- Papilio echerioides Trimen, 1868
- Papilio epiphorbas Boisduval, 1833
- Papilio fernandus Fruhstorfer, 1903
- Papilio filaprae Süffert, 1904
- Papilio fuelleborni Karsch, 1900
- Papilio gallienus Distant, 1879
- Papilio hornimani Distant, 1879
- Papilio interjectana Vane-Wright, 1995
- Papilio jacksoni Sharpe, 1891
- Papilio mackinnoni Sharpe, 1891
- Papilio maesseni Berger, 1974
- Papilio manlius Fabricius, 1798
- Papilio mechowi Dewitz, 1881
- Papilio mechowianus Dewitz, 1885
- Papilio microps Storace, 1952 *
- Papilio nerminae Koçak, 1983
- Papilio nireus Linnaues, 1758
- Papilio oribazus Boisduval, 1836
- Papilio phorbanta Linnaeus, 1771
- Papilio plagiatus Aurivillius, 1898
- Papilio rex Oberthür, 1886
- Papilio sosia Rothschild & Jordan, 1903
- Papilio thuraui Karsch, 1900
- Papilio ufipa Carcasson, 1961
- Papilio zalmoxis Hewitson, 1864
- Papilio zenobia Fabricius, 1775

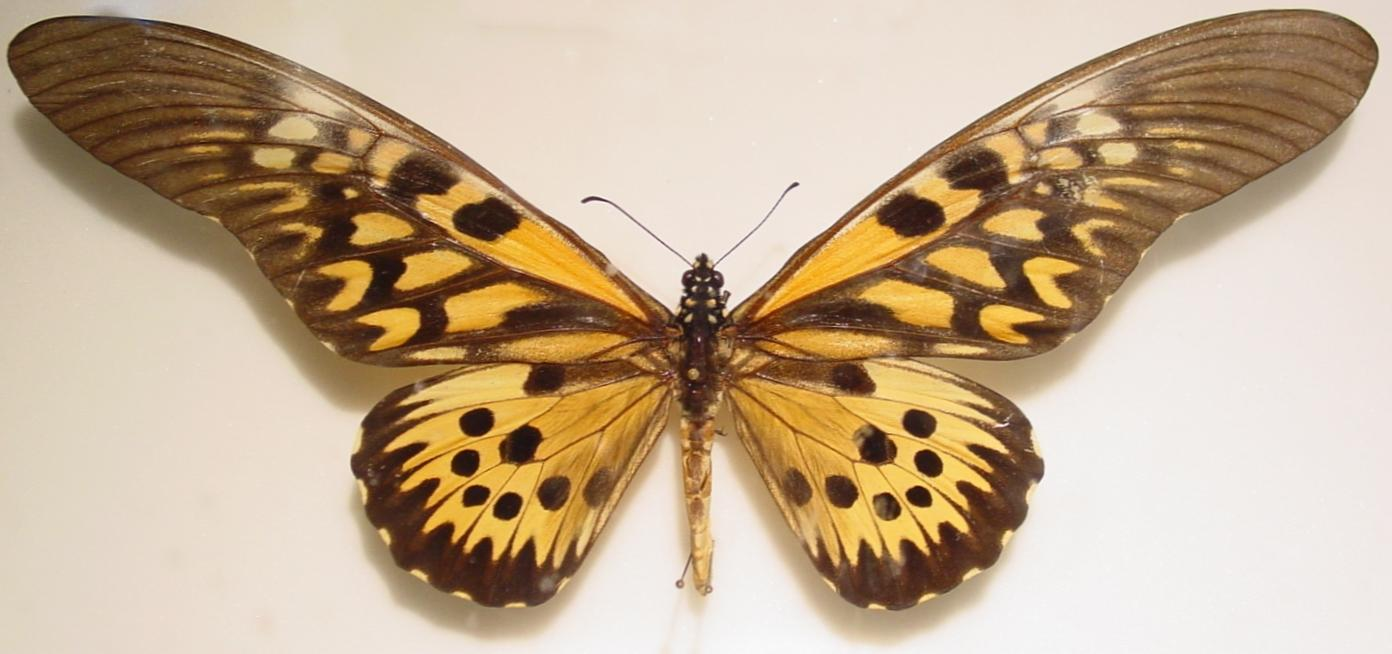
Papilio antimachus

ondergeslacht Heraclides Hübner, 1819
- Papilio anchisiades Esper, 1788
- Papilio andraemon Hübner, 1832
- Papilio androgeus Cramer, 1775
- Papilio aristodemus Esper, 1794
- Papilio aristor Godart, 1819
- Papilio astyalus Godart, 1819
- Papilio caiguanabus Poey, 1852
- Papilio chiansiades Westwood, 1872
- Papilio cresphontes Cramer, 1777
- Papilio epenetus Hewitson, 1861
- Papilio erostratus Westwood, 1847
- Papilio garleppi Staudinger, 1892
- Papilio hectorides Esper, 1794
- Papilio himeros Hopffer, 1865
- Papilio homothoas Rothschild & Jordan, 1906
- Papilio hyppason Cramer, 1775
- Papilio isidorus Doubleday, 1846
- Papilio lamarchei Staudinger, 1892
- Papilio machaonides Esper, 1796
- Papilio melonius Rothschild & Jordan, 1906
- Papilio ornythion Boisduval, 1836
- Papilio oxynius (Geyer, 1827)
- Papilio paeon Boisduval, 1836
- Papilio pelaus Fabricius, 1775
- Papilio peleides Esper, 1793
- Papilio pharnaces Doubleday, 1846
- Papilio rogeri Boisduval, 1836
- Papilio tasso Staudinger, 1884
- Papilio thersites Fabricius, 1775
- Papilio thoas Linnaeus, 1771
- Papilio torquatus Cramer, 1777

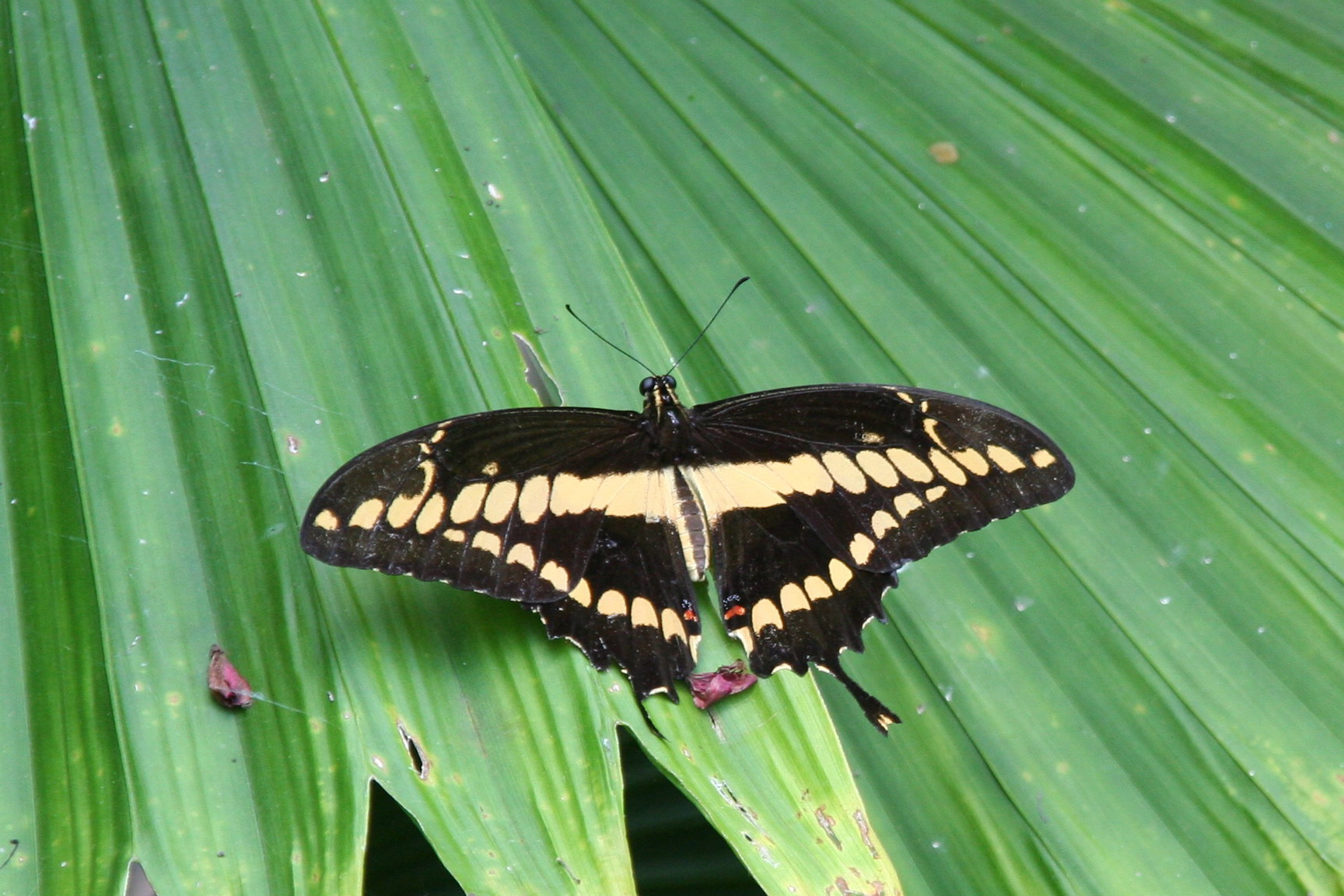
Papilio cresphontes
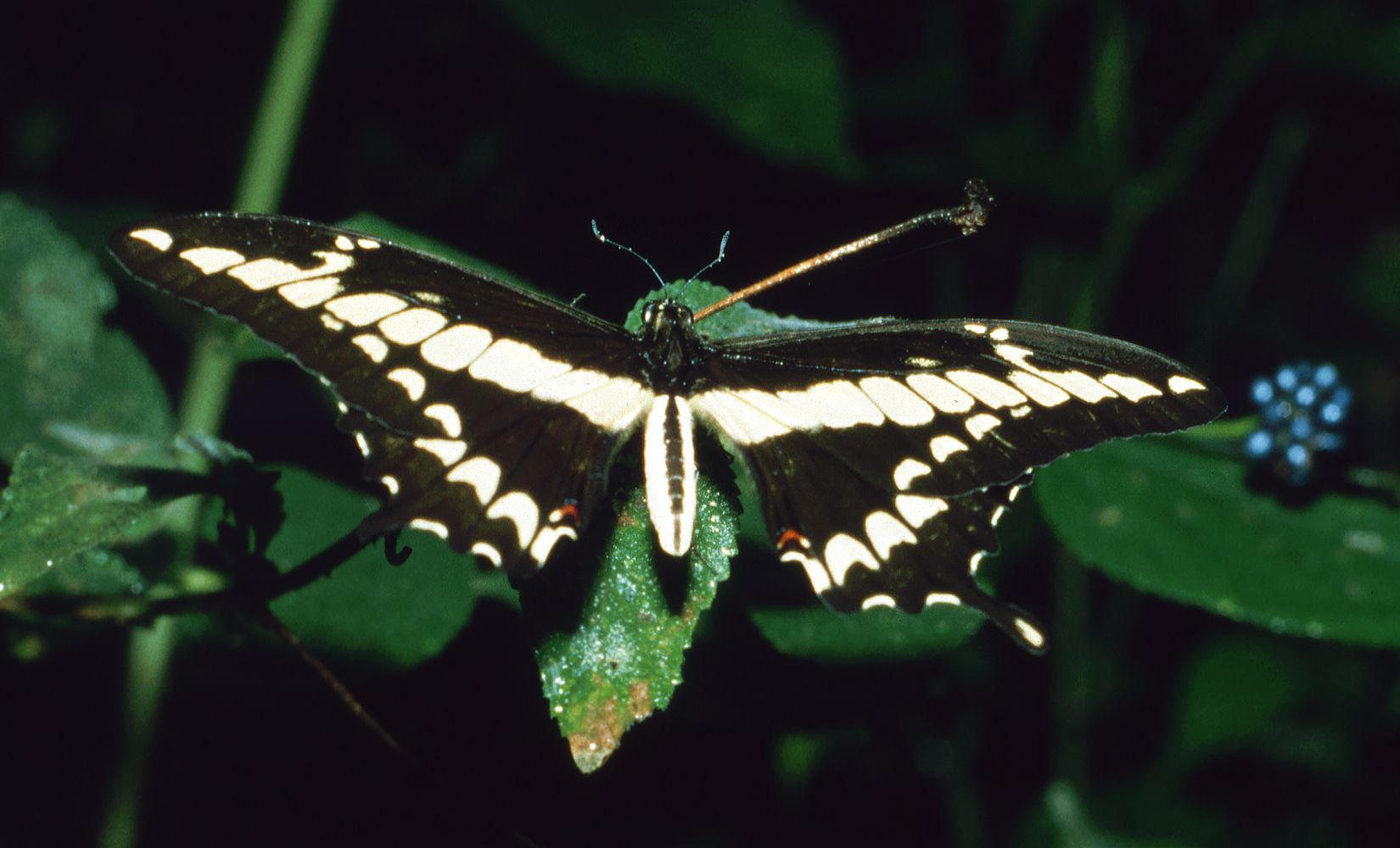
Papilio thoas

ondergeslacht Menelaides Hübner, 1819
- Papilio acheron Grose-Smith, 1887
- Papilio aegeus Donovan, 1805
- Papilio albinus Wallace, 1865
- Papilio alcmenor C. & R. Felder, 1864
- Papilio alphenor Cramer, 1776
- Papilio ambrax Boisduval, 1832
- Papilio amynthor Boisduval, 1859
- Papilio antonio Hewitson, 1875
- Papilio ascalaphus Boisduval, 1836
- Papilio bootes Westwood, 1842
- Papilio bridgei Mathew, 1886
- Papilio canopus Westwood, 1842
- Papilio castor Westwood, 1842
- Papilio deiphobus Linnaeus, 1758
- Papilio demetrius Cramer, 1782
- Papilio demolion Cramer, 1776
- Papilio diophantus Grose-Smith, 1882
- Papilio dravidarum Wood-Mason, 1880
- Papilio erskinei Mathew, 1886
- Papilio euchenor Guérin-Méneville, 1829
- Papilio forbesi Grose-Smith, 1883
- Papilio fuscus Goeze, 1779
- Papilio gambrisius Cramer, 1777
- Papilio gigon C. & R. Felder, 1864
- Papilio godeffroyi Semper, 1866
- Papilio helenus Linnaeus, 1758
- Papilio heringi Niepelt, 1924
- Papilio hipponous C. & R. Felder, 1862
- Papilio hypsicles Hewitson, 1868
- Papilio hystaspes C. & R. Felder, 1862
- Papilio inopinatus Butler, 1883
- Papilio iswara White, 1842
- Papilio iswaroides Fruhstorfer, 1897
- Papilio janaka Moore, 1857
- Papilio jordani Fruhstorfer, 1902
- Papilio lampsacus Boisduval, 1836
- Papilio liomedon Moore, 1874
- Papilio lowii Druce, 1873
- Papilio macilentus Janson, 1877
- Papilio mahadeva Moore, 1878
- Papilio mayo Atkinson, 1873
- Papilio memnon Linnaeus, 1758
- Papilio nephelus Boisduval, 1836
- Papilio noblei De Nicéville, 1889
- Papilio nubilus Staudinger, 1895
- Papilio oenomaus Godart, 1819
- Papilio phestus Guérin-Méneville, 1830
- Papilio pitmani Elwes & De Nicéville, 1886
- Papilio polymnestor Cramer, 1775
- Papilio polytes Linnaeus, 1758
- Papilio protenor Cramer, 1775
- Papilio rumanzovia Eschscholtz, 1821
- Papilio sakontala Hewitson, 1864
- Papilio sataspes C. & R. Felder, 1864
- Papilio schmeltzi Herrich-Schäffer, 1869
- Papilio thaiwanus Rothschild, 1898
- Papilio tydeus C. & R. Felder, 1860
- Papilio walkeri Janson, 1879
- Papilio weymeri Niepelt, 1914
- Papilio woodfordi Godman & Salvin, 1888

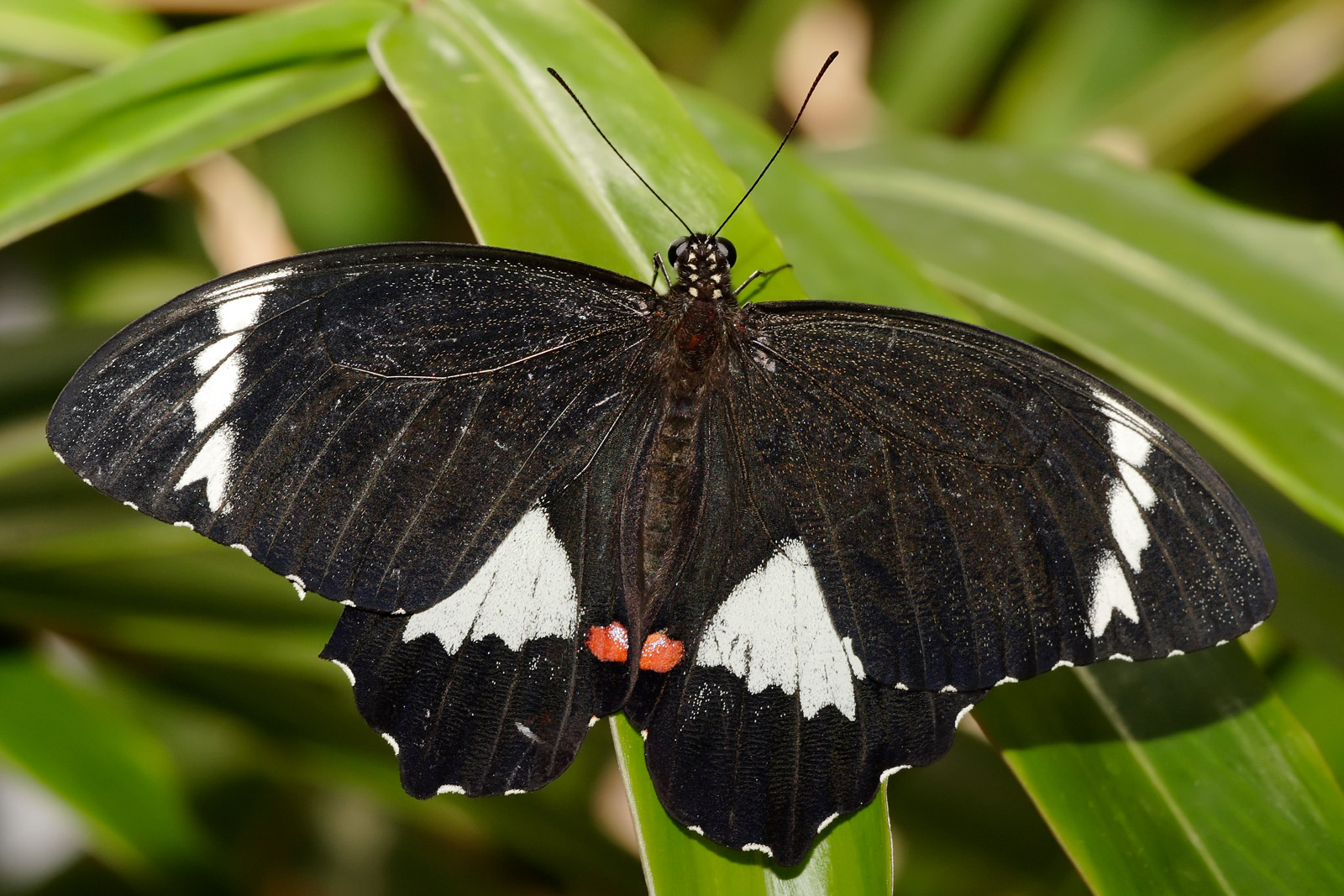
Papilio aegeus
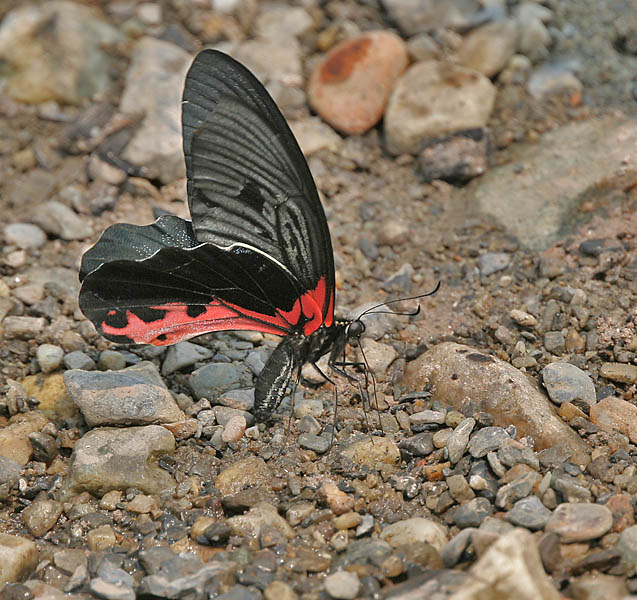
Papilio alcmenor
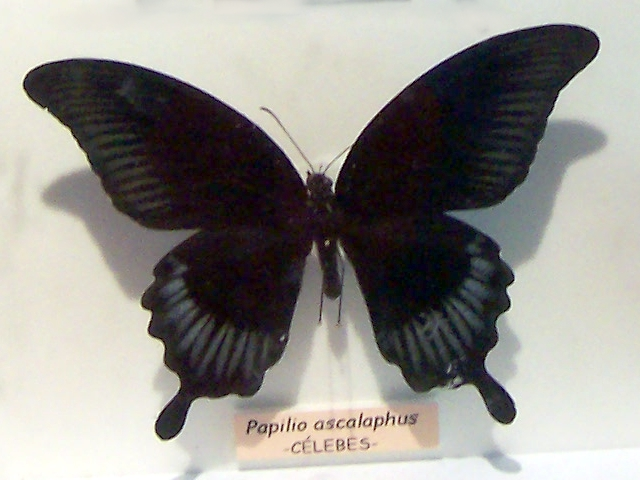
Papilio ascalaphus
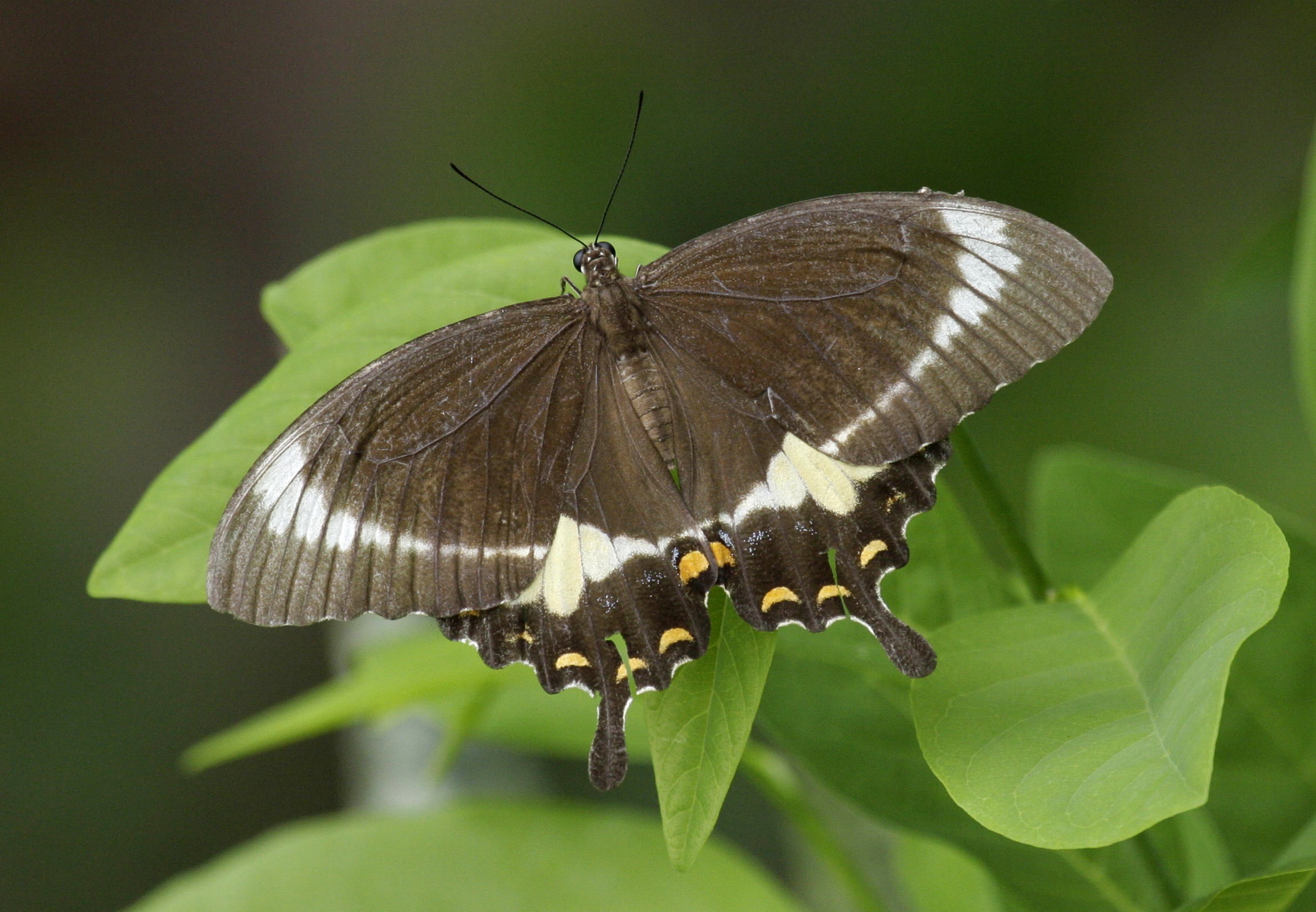
Papilio fuscus
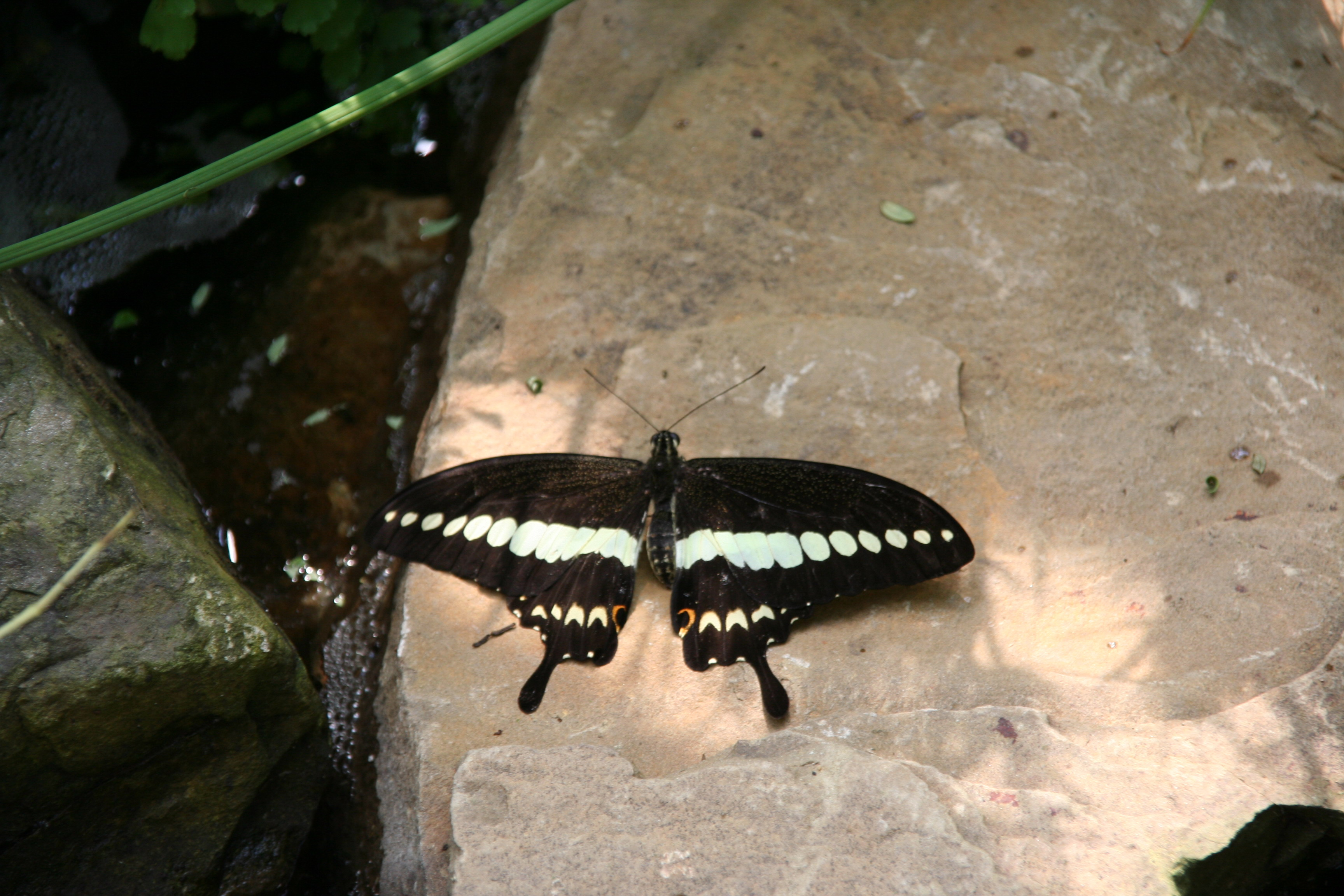
Papilio gigon
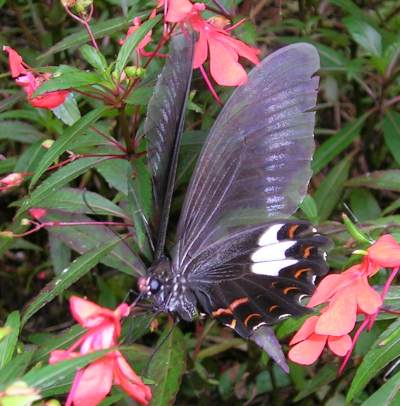
Papilio helenus
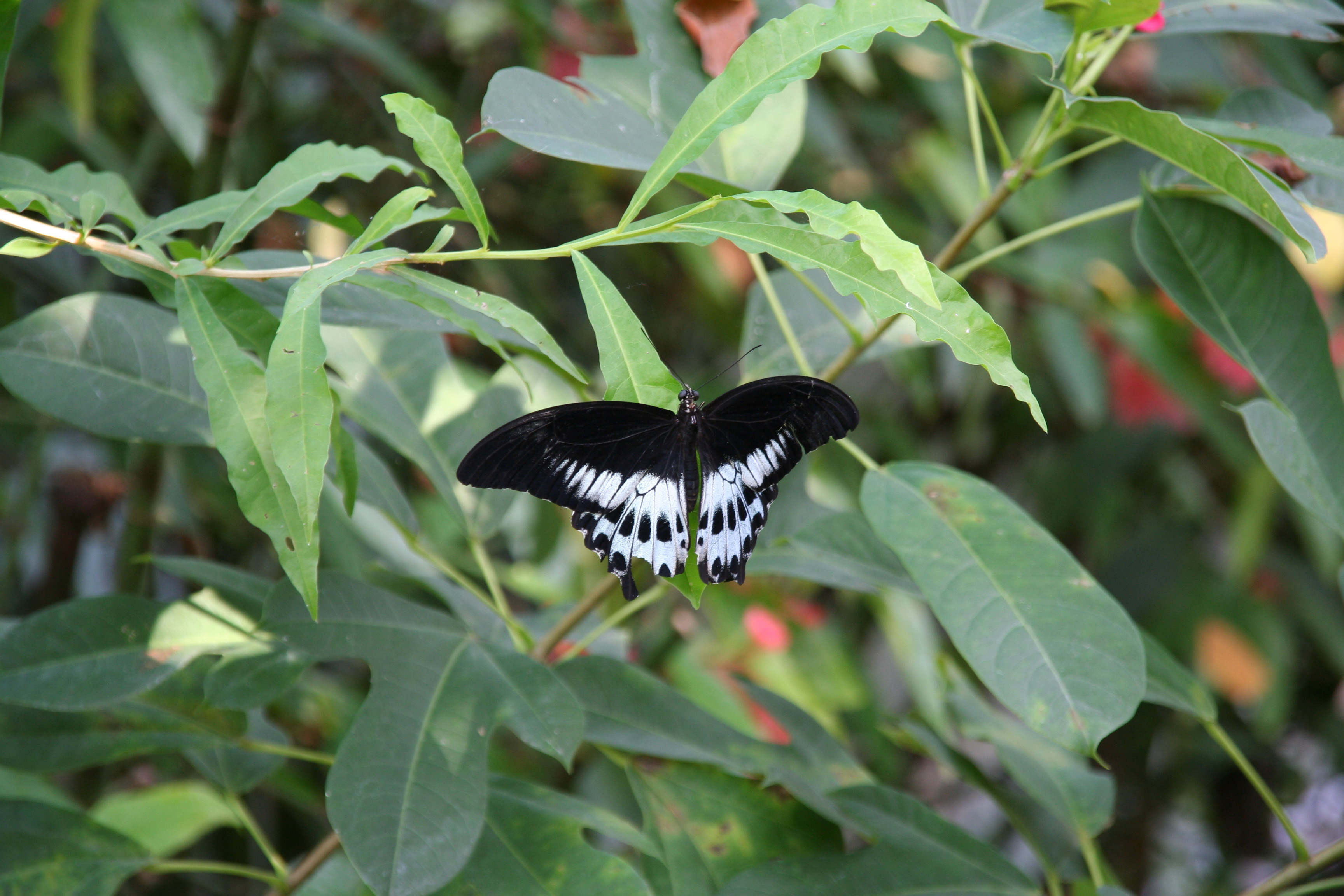
Papilio polymnestor
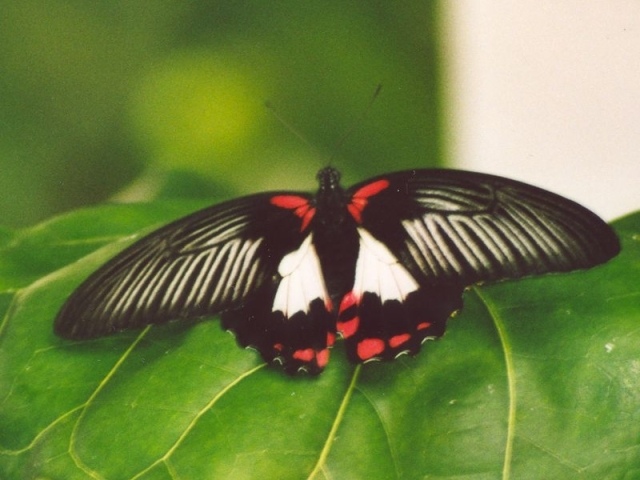
Papilio rumanzovia

ondergeslacht Princeps Hübner, 1807
- Papilio constantinus Ward, 1871
- Papilio dardanus Brown, 1776
- Papilio delalandei Godart, 1824
- Papilio demodocus Esper, 1798
- Papilio demoleus Linnaeus, 1758 - Limoenvlinder
- Papilio erithonioides Grose-Smith, 1891
- Papilio euphranor Trimen, 1868
- Papilio grosesmithi Rothschild, 1926
- Papilio hesperus Westwood, 1845
- Papilio horribilis Butler, 1874
- Papilio leucotaenia Rothschild, 1908
- Papilio lormieri Distant, 1874
- Papilio mangoura Hewitson, 1875
- Papilio menestheus Drury, 1773
- Papilio morondavana Grose-Smith, 1891
- Papilio nobilis Rogenhofer, 1891
- Papilio ophidicephalus Oberthür, 1878
- Papilio pelodurus Butler, 1896
- Papilio phorcas Cramer, 1775

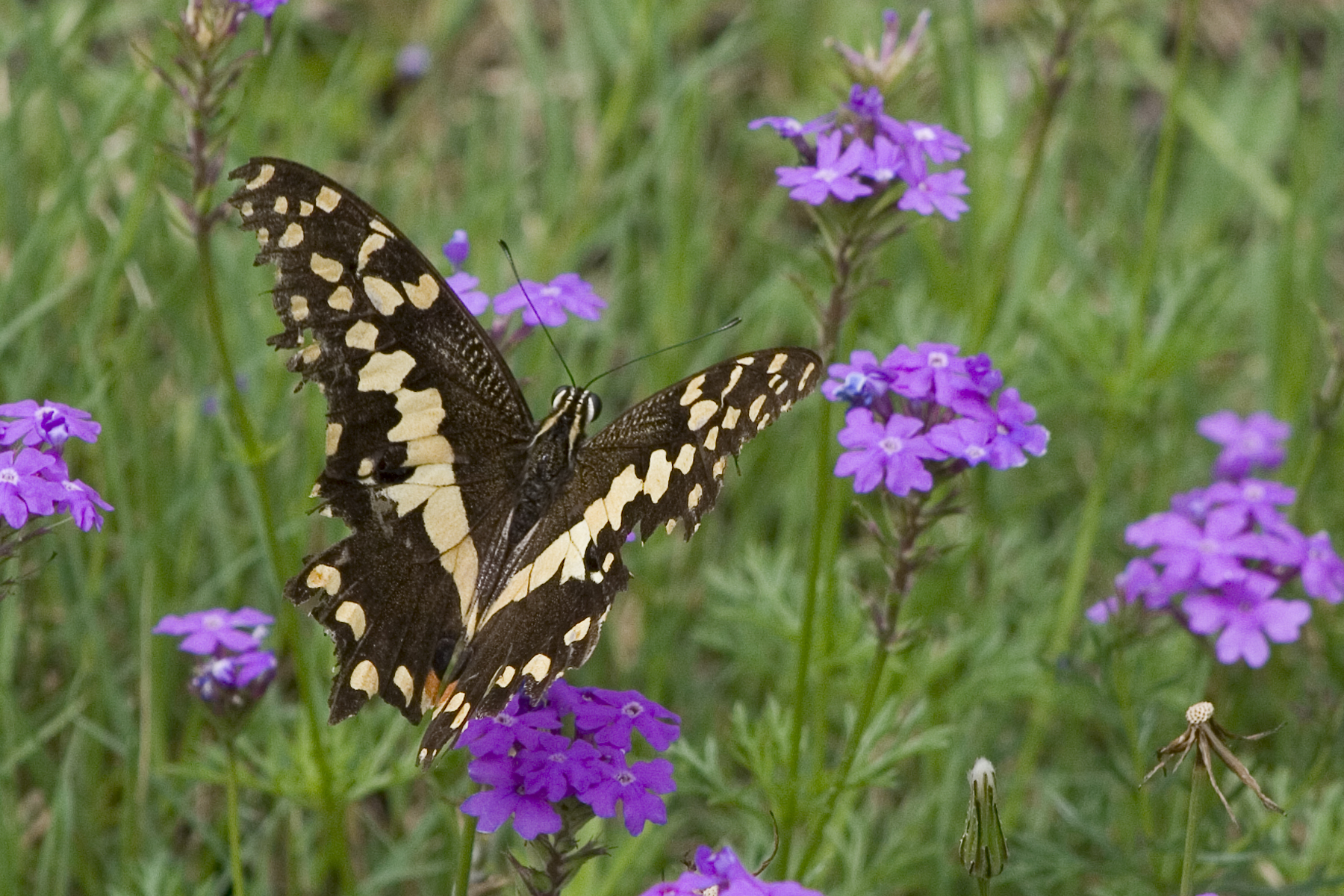
Papilio demodocus
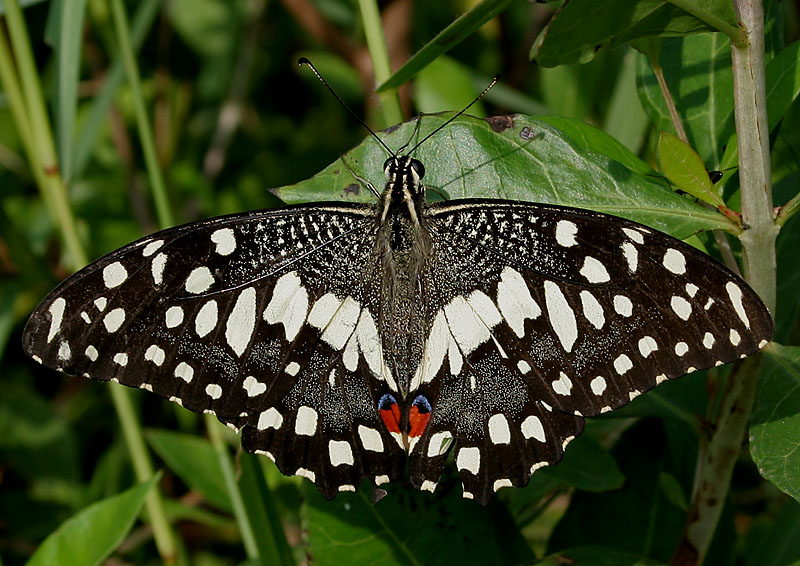
Papilio demoleus Limoenvlinder

ondergeslacht Pterourus Scopoli, 1777
- Papilio appalachiensis (Pavulaan & Wright, 2002)
- Papilio birchallii Hewitson, 1863
- Papilio cacicus Lucas, 1852
- Papilio canadensis Rothschild & Jordan, 1906
- Papilio esperanza Beutelspacher, 1975
- Papilio eurymedon Lucas, 1852
- Papilio euterpinus Godman & Salvin, 1868
- Papilio garamas Geyer, 1829
- Papilio glaucus Linnaeus, 1758
- Papilio hellanichus Hewitson, 1868
- Papilio homerus Fabricius, 1793
- Papilio menatius Hübner, 1819
- Papilio multicaudatus Kirby, 1884
- Papilio palamedes Drury, 1773
- Papilio pilumnus Boisduval, 1836
- Papilio rutulus Lucas, 1852
- Papilio scamander Boisduval, 1836
- Papilio troilus Linnaeus, 1758
- Papilio warscewiczii Hopffer, 1865
- Papilio xanthopleura Godman & Salvin, 1868
- Papilio zagreus Doubleday, 1847

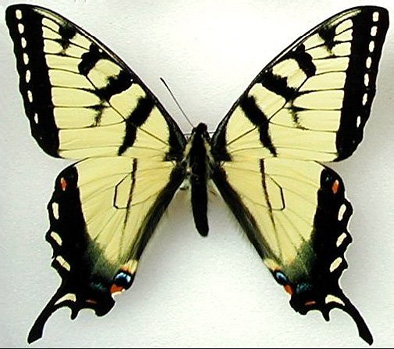
Papilio appalachiensis
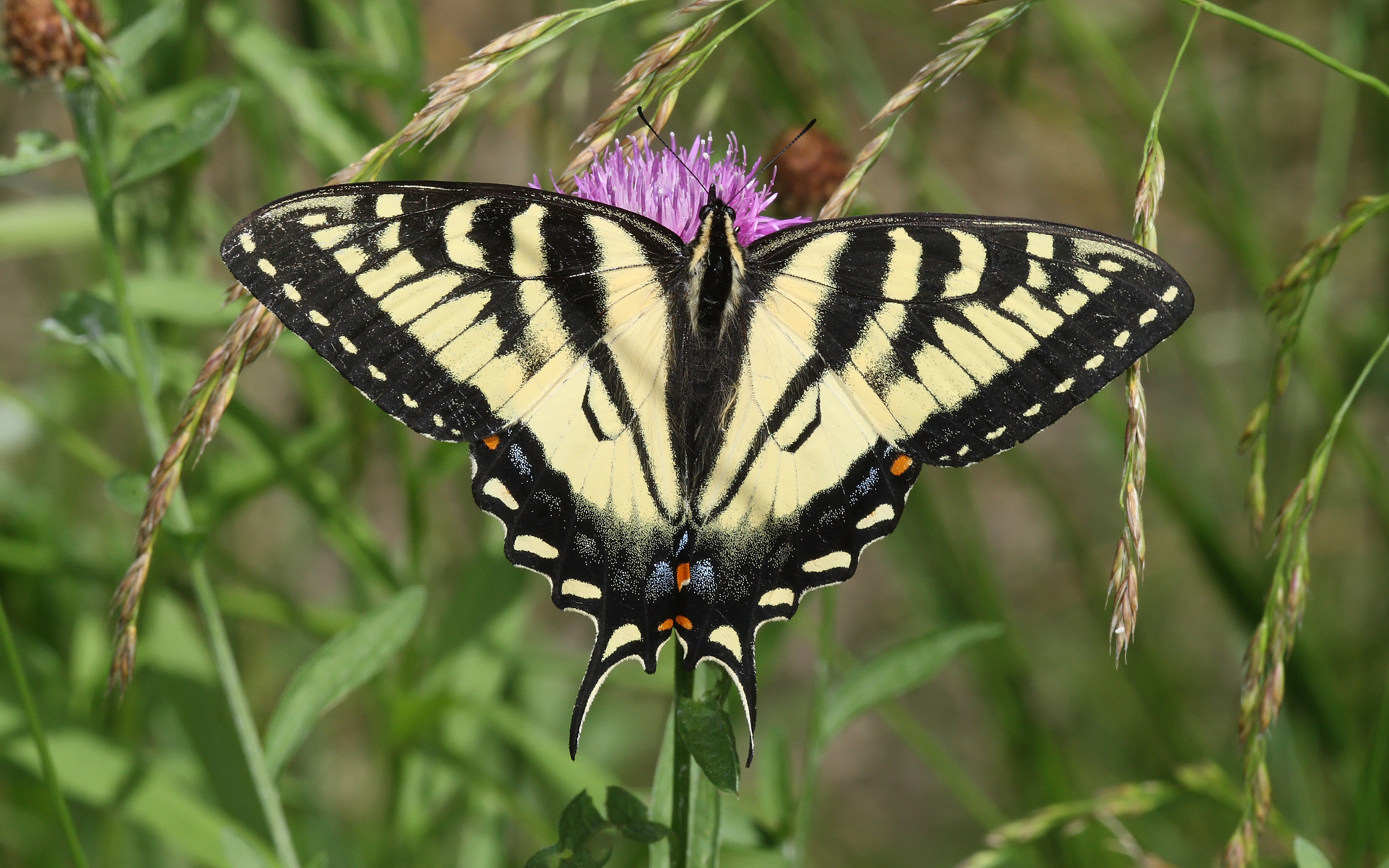
Papilio canadensis
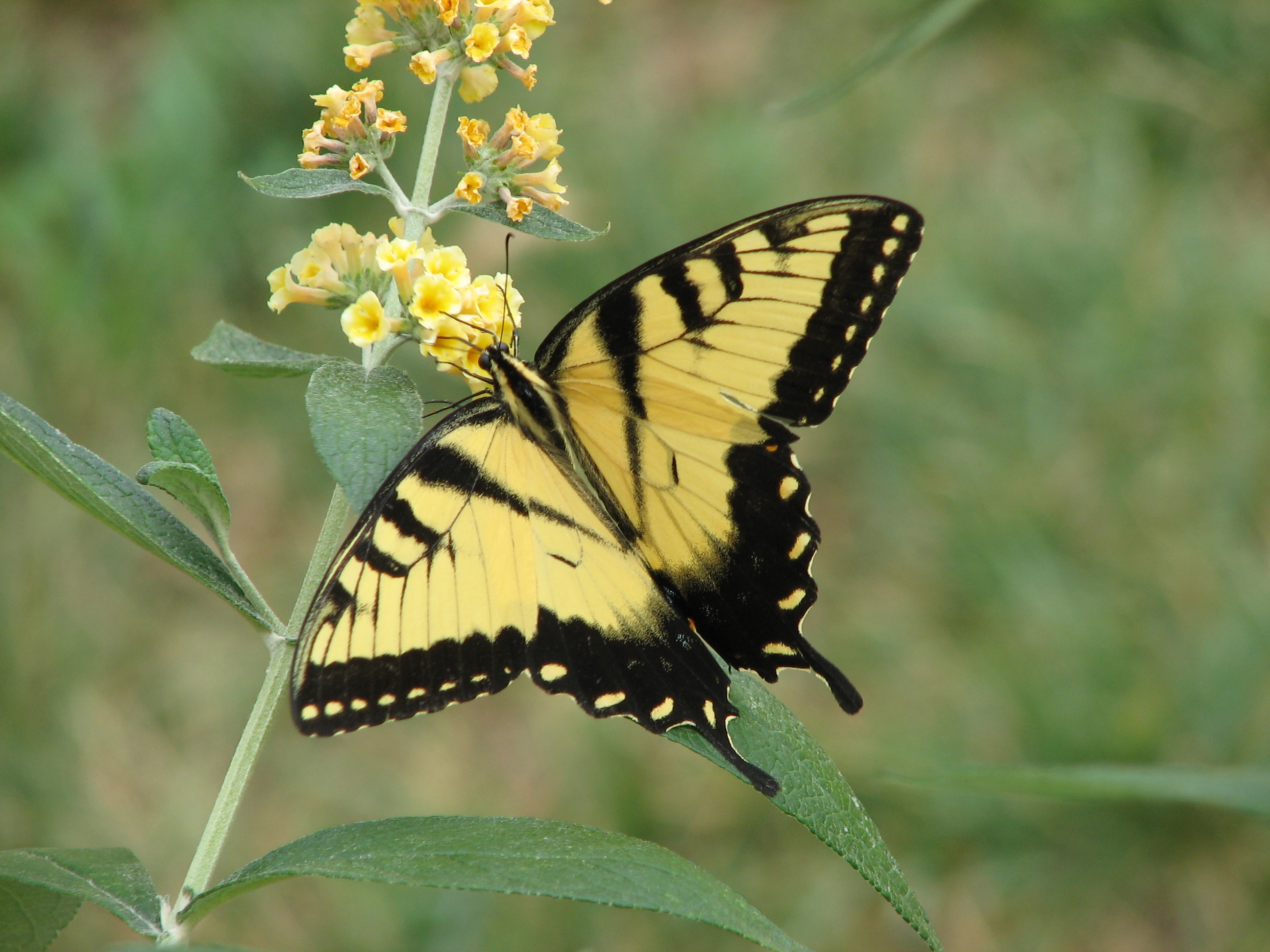
Papilio glaucus
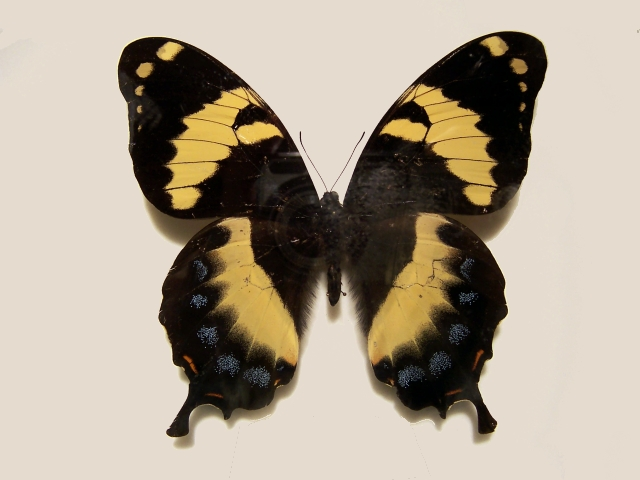
Papilio homerus
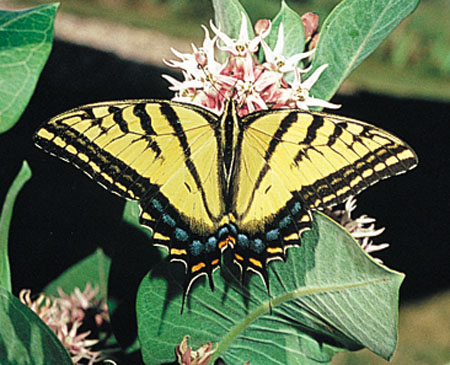
Papilio multicaudatus
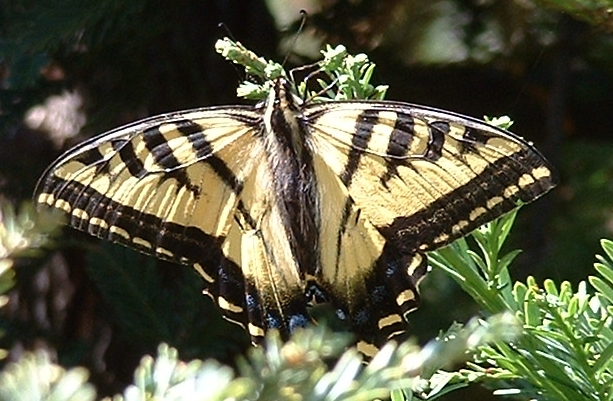
Papilio rutulus
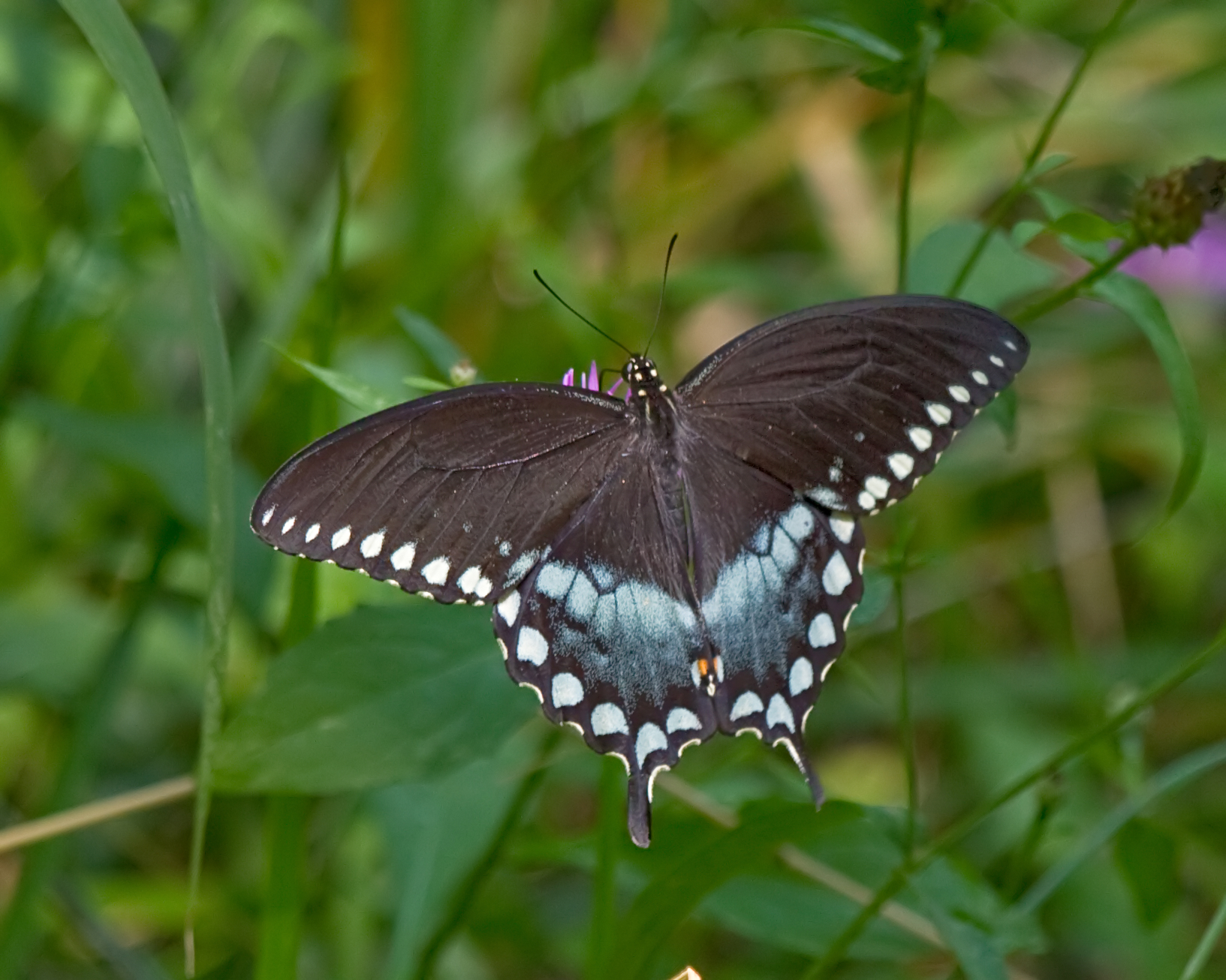
Papilio troilus

ondergeslacht Sinoprinceps Hancock, 1983
- Papilio benguetanus Joicey & Talbot, 1923
- Papilio xuthus Linnaeus, 1767

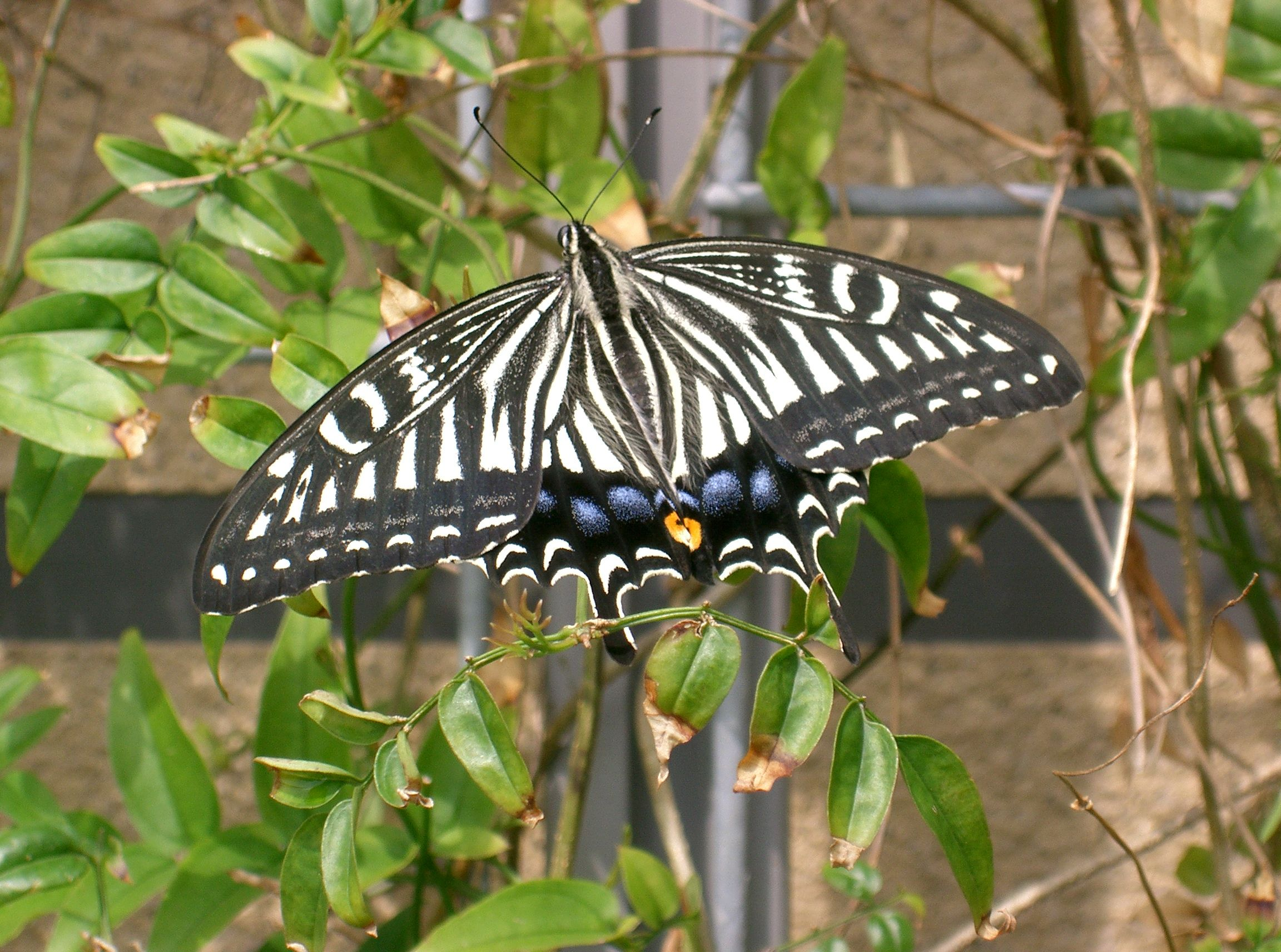
Papilio xuthus

namen met een onduidelijke status
- Papilio aphrodite Caldwell, 1930
- Papilio nymphios Avinoff, 1927
- Papilio ponceleti Le Moult, 1933